# Parco Arte Vivente - Centro sperimentale d'arte contemporanea
Il Parco Arte Vivente (PAV) è un museo e centro di ricerca italiano con sede a Torino, nel quartiere Filadelfia.
Nato da un'idea dell'artista Piero Gilardi, è stato realizzato nel 2008 in un'area precedentemente occupata da installazioni industriali.
L'esposizione è di opere sia permanenti sia temporanee. Della prima tipologia spiccano l'installazione Trèfle di Dominique Gonzalez-Foerster, il giardino Jardin Mandala di Gilles Clément e l'installazione interattiva Bioma.
Oltre alle installazioni artistiche, l'area del parco ha ospitato anche eventi in ambito culturale e artistico.
Dal 2010 è stato inoltre istituito il premio PAV, volto a promuovere interventi ed installazioni di tipo ambientale all'interno del parco.